# Isturgia miniosaria
Isturgia miniosaria là một loài bướm đêm trong họ Geometridae.